# Doropo
Doropo es un departamento de la región de Bounkani, Costa de Marfil. En mayo de 2014 tenía una población censada de 66 664 habitantes.
Se encuentra ubicado al noreste del país, cerca de la frontera con Burkina Faso y Ghana.